# ヒオス
ヒオス（ギリシア語: Χίος、Chios）は、ギリシャのヒオス島にある中心的な町。かつてはひとつの市であったが、2011年の地方行政改革で新しいヒオス市に所属する地区となった。トルコのチェシュメと向かい合う、島の東海岸に位置する。人口は3.2万で、ヒオス島またはヒオス県の行政と商業の中心である。ヒオス島に8つある地区のひとつ。
地元では、島名と区別するためにしばしば「ホラ」（Χώρα、町）や「カストロ 」（Κάστρο）と呼ばれる。
もともとは、古代の入植地として自然港の北岸に築かれた。16世紀までに、城壁がめぐらされた市街は続く支配者によって補強が重ねられ、堅固な中世城塞都市（カストロ）となった。
現在の市街はカストロの外側まで広がっている。1881年の壊滅的な震災の後、波止場の周辺や郊外は近代的になったが、市街のほとんどは新古典主義建築で再建された。人口は比較的安定しているものの、市街は南北に拡大を続けている。しかし、行政機関やいくつかの博物館、大通りのアプロタリア通り、市立庭園が所在する港と城のあいだの中心市街地は、依然として過密状態にある。
北側のヴロンタドス地区にはヒオス島国営空港があり、中心部の数キロメートル南にはカルファスの町がある。

## 名所
- ヒオス考古学博物館
- ヒオス・ビザンティン博物館
- ギウスティニアーニ宮殿
- ヒオス海洋博物館
- ネア・モニ博物館

## ギャラリー

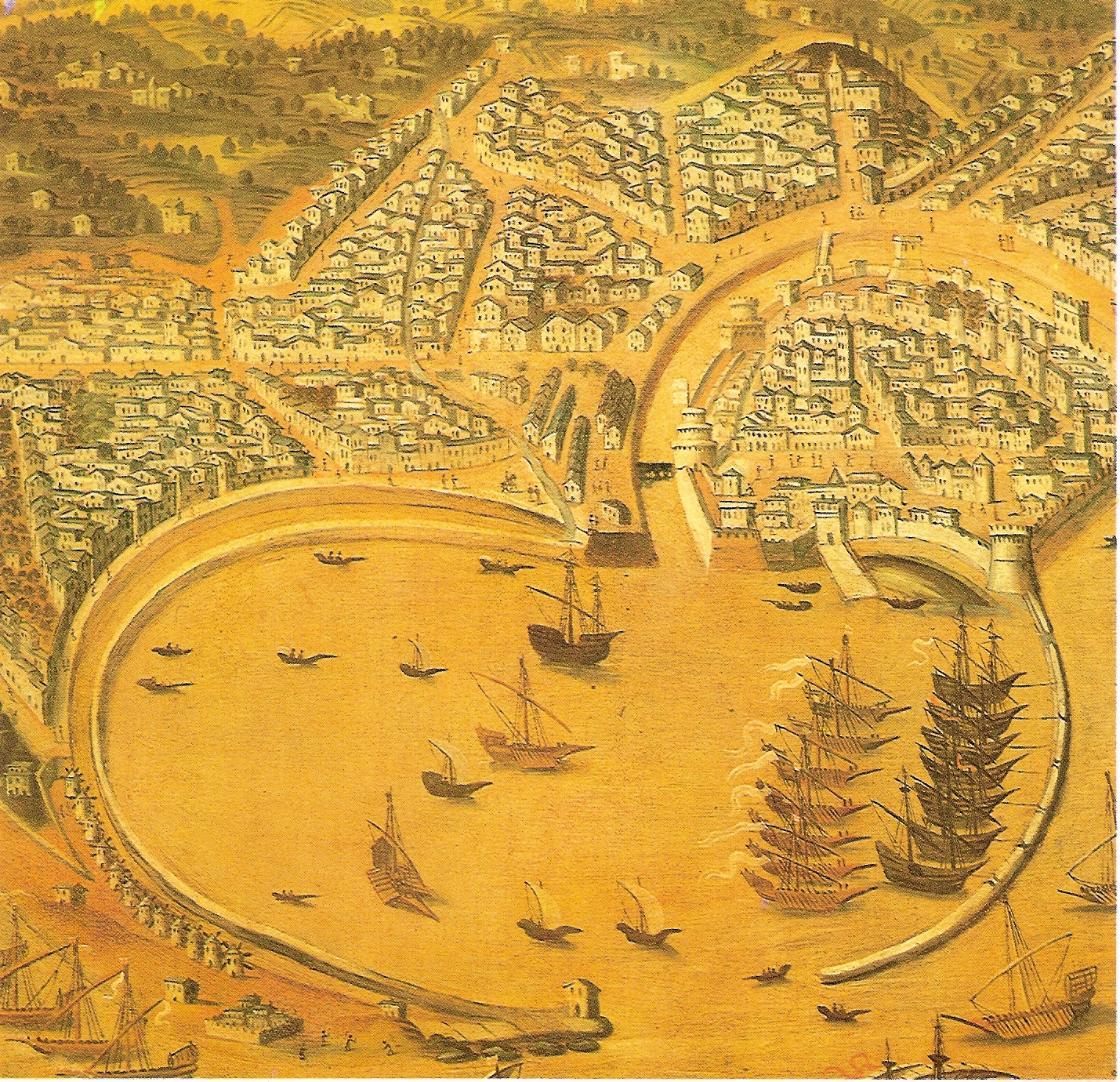
16世紀のヒオス
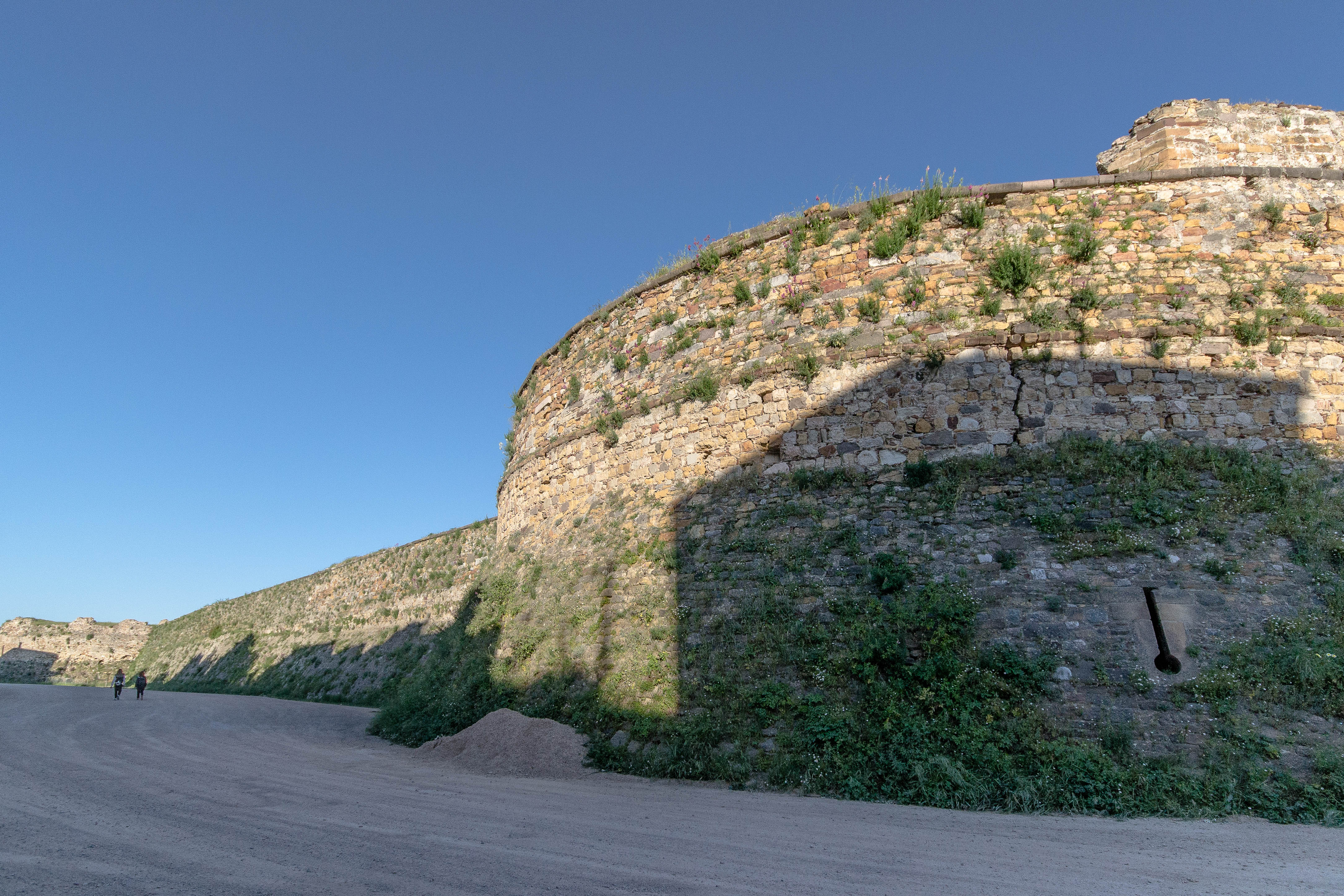
ジェノヴァ時代のヒオス城
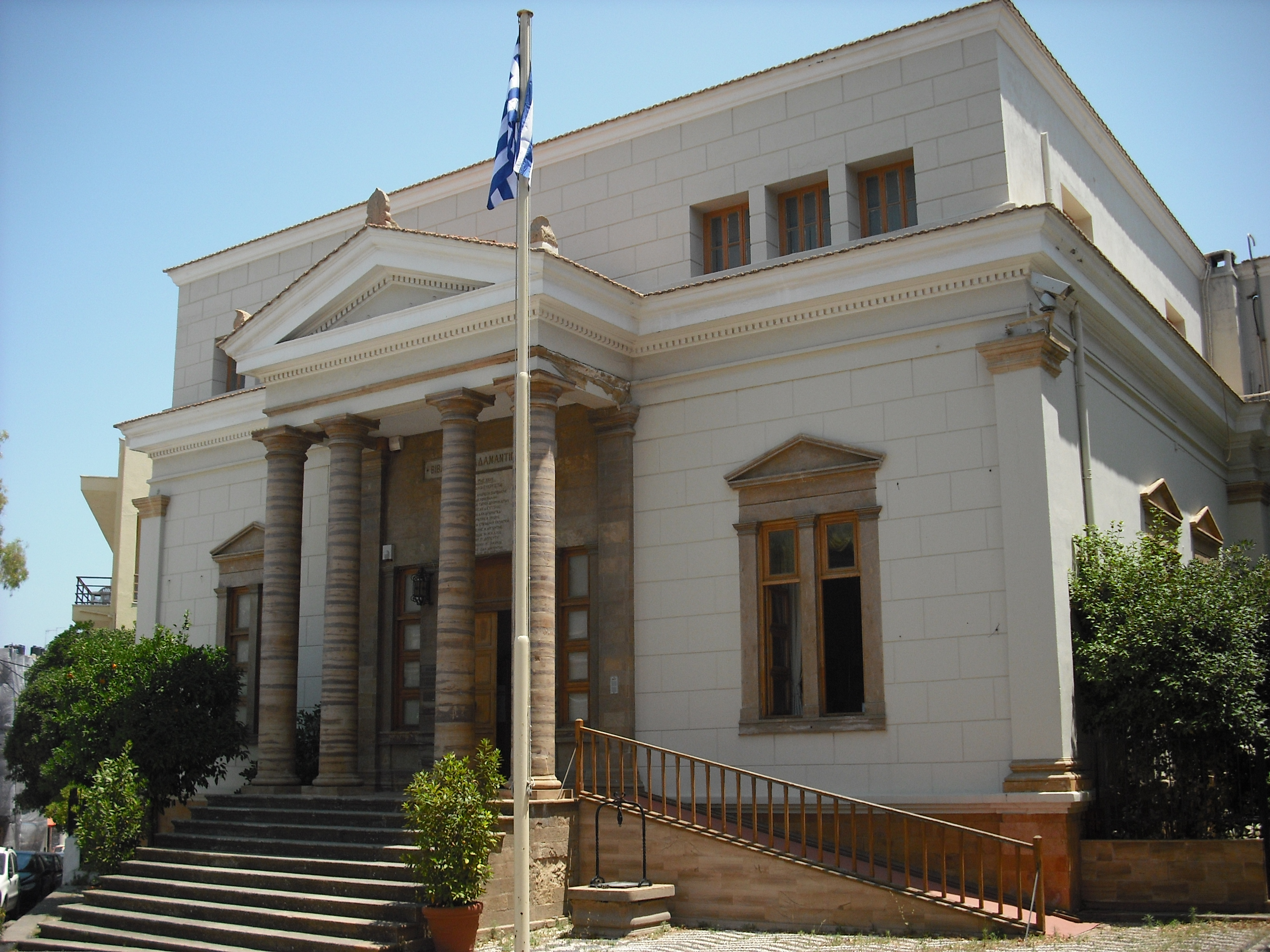
アダマンティオス・コライス公立図書館